# Libišany
Libišany település Csehországban, a Pardubicei járásban. Libišany Hradec Králové, Praskačka, Podůlšany, Čeperka és Opatovice nad Labem településekkel határos. Lakosainak száma 665 fő (2024. január 1.).

## Népesség
A település lakosságának változását az alábbi diagram mutatja:
| Lakosok száma | 526  | 562  | 561  | 459  | 423  | 480  | 524  | 582  | 647  | 665  |
|               | 1869 | 1900 | 1921 | 1961 | 1980 | 2011 | 2016 | 2019 | 2021 | 2024 |